# 八幡浜港
八幡浜港（やわたはまこう）は、愛媛県八幡浜市にある港湾。港湾管理者は八幡浜市。かつては重要港湾だったが、輸出入実績がないことから2000年（平成12年）4月に地方港湾へ変更された。同年5月に特定地域振興重要港湾に指定されている。

## 概要
八幡浜港は四国の西の玄関口として明治以降特に栄えた。八幡浜は、佐田岬半島の付け根の湾の中にある関係で、極端に平地が乏しく、港湾開発は埋め立ての歴史でもあり、8次に及ぶ拡張事業により、今日の姿となった。
八幡浜港と大分県の臼杵港とを結ぶ航路は、海上交通に頼るしかない四国と九州とを結ぶ重要な航路であるが、佐田岬半島の突端にある三崎港 - 佐賀関港の航路と競合している。1994年には、カーフェリーとしては初めてのアルミ船「はやぶさ」（「ジェットフェリー」と称した）が投入され、スピードを売り物にしたが、建造費に加え、燃費が高くついたことなどにより、1999年に同船は撤退した。
2019年10月の時点で、2,500 - 3,000トンのフェリーボートが八幡浜 - 臼杵間を1日14往復、八幡浜 - 別府間を1日6往復、計1日20往復している。
港湾地区にある道の駅八幡浜みなっとはみなとオアシスとしても登録していて、みなとオアシス八幡浜「みなっと」として地域交流拠点となっている。

### 八幡浜港に隣接する八幡浜漁港
宇和海に面し、魚の水揚げ港としても古い歴史を有し、トロール漁業基地となっており、高知沖合いに出漁している。四国では有数の水揚高を誇る。しかしながら、近年は、水産資源の枯渇がみられ、宇和海における資源管理の必要が指摘されている。魚市場で扱われる魚種は沿岸、近海で獲れるものを中心に多彩であり、その多くは保冷車等で四国外へ出荷される。

## 主要航路
- 臼杵港：宇和島運輸、九四オレンジフェリー
- 別府港：宇和島運輸

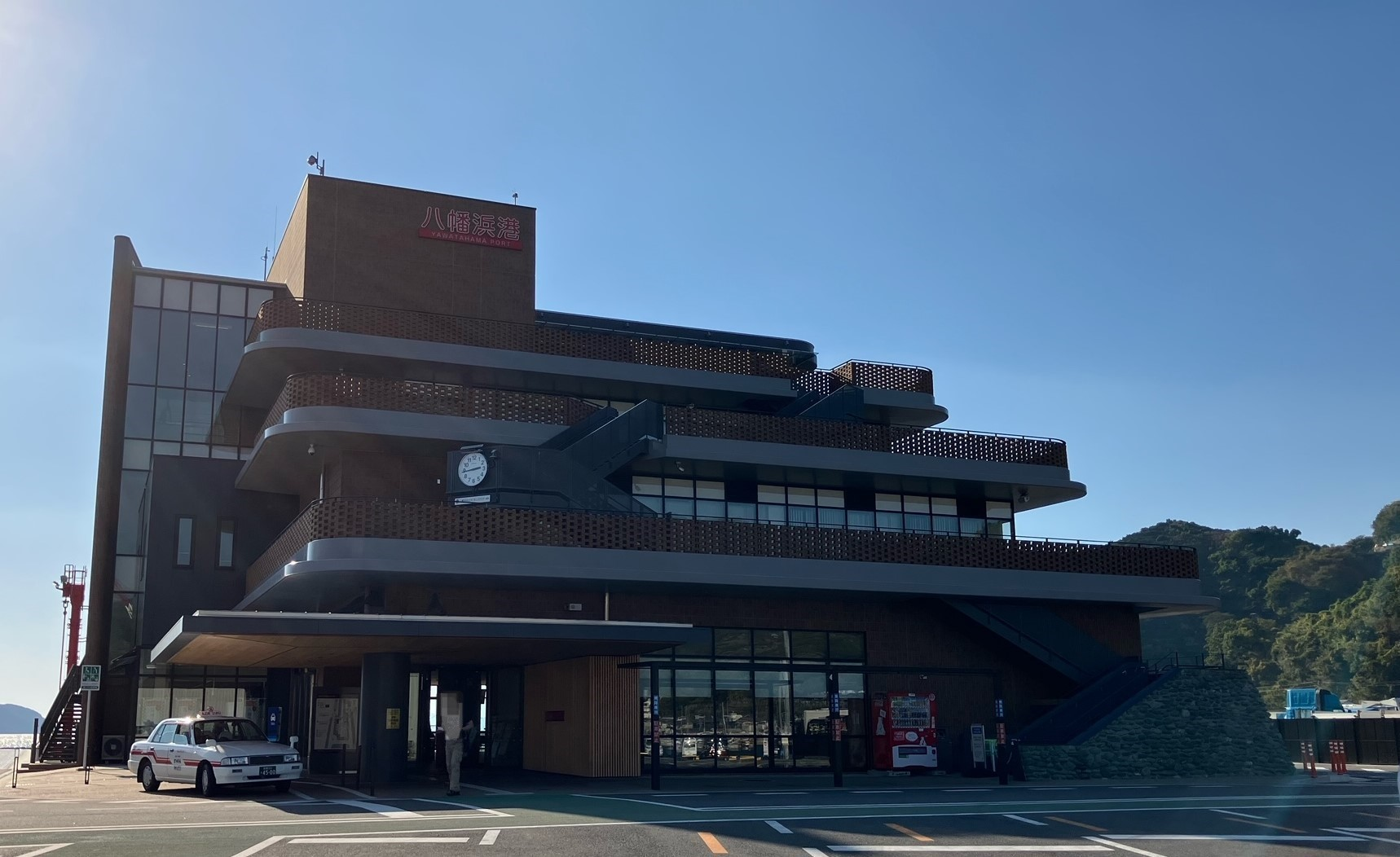
2022年に竣工した新フェリーターミナル

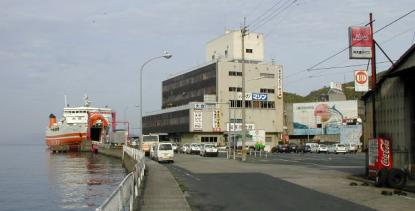
旧フェリーのりば

当初は1972年に竣工した「八幡浜観光センター」ビルを用いていたが老朽化に伴い2015年に近隣の出島地区でフェリー埠頭再整備事業を着工、2022年4月に新フェリーターミナルに移転。両社ともフェリーターミナルビル内に本社を構えている。また新ビルは向灘の段々畑をモチーフとしたデザインとしている。

### フェリーターミナル館内
- 4階：展望デッキ、展望ロビー[1]、津波避難所、防災倉庫
- 3階：九四オレンジフェリー・宇和島運輸商事オフィス
- 2階：喫茶「Café Le Petit Pont（カフェ・ル・プチポン）」[3]、宇和島運輸オフィス
- 1階：チケットカウンター、待合ロビー、売店「おあしすぷらざ」

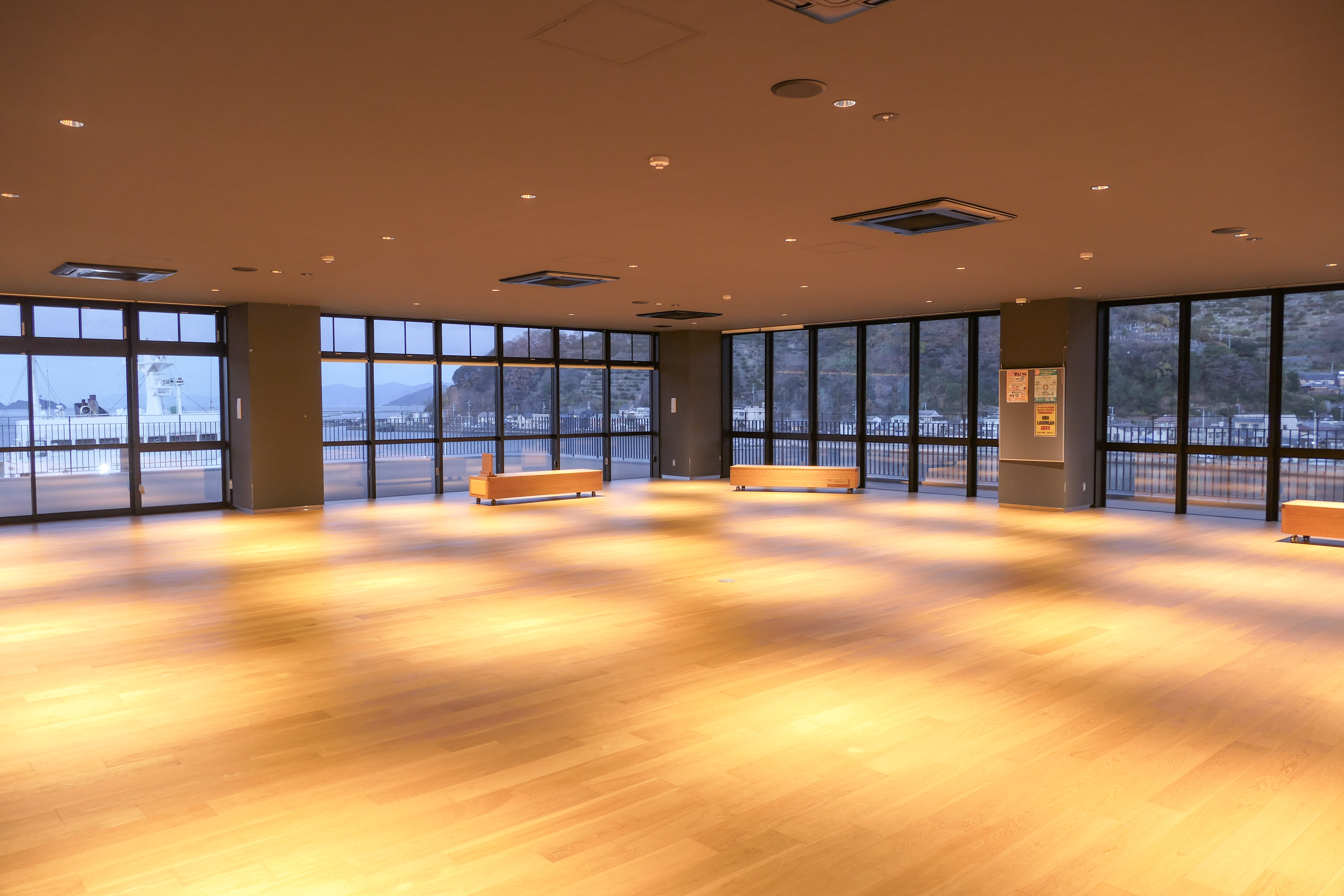
4階 展望ロビー
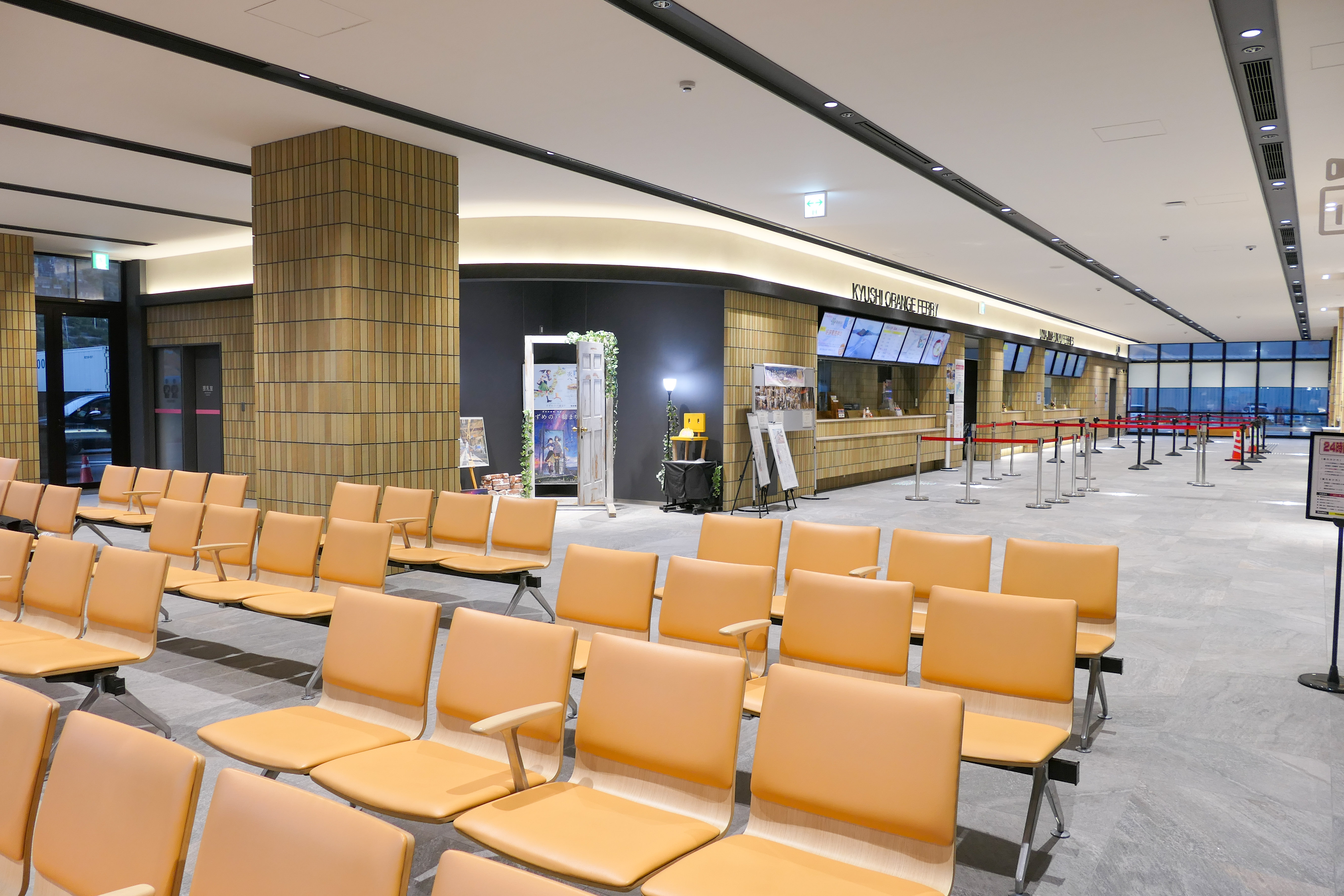
1階 待合室およびチケット売り場

## 周辺
- 自然休養林 諏訪崎
- おさかな牧場シーロード八幡浜
- 八幡浜駅[4]